# Coleophora eupepla
Coleophora eupepla é uma espécie de mariposa do gênero Coleophora pertencente à família Coleophoridae.